# 玄武湖
玄武湖位于江苏南京，六朝前称桑泊，曾是中國最大的皇家園林湖泊，當代僅存的江南皇家園林。与杭州西湖、嘉兴南湖并称“江南三大名湖”。玄武湖公園是江南最大的市内公園。
玄武湖，又名桑泊、秣陵湖、蔣陵湖、練湖、後湖、昆明湖等。玄武湖湖岸呈菱形，湖面宽广。湖内多鱼，广植荷花，島堤多柳。湖有五洲：环洲、樱洲、菱洲、梁洲、翠洲。自东晋以来为胜地，南朝恒讲武于此，湖周四十景，宋以后废为田，岁久旧迹益堙，惟城北十三里仅存一池，明初复开浚，中有旧洲新洲及龙引、莲萼等洲，置黄册库于洲上，以贮天下图籍。
今玄武湖为风景园林，亦为文化胜地，许多文人骚客都曾在此留下身影诗篇，如郭璞、谢朓、萧统、李煜、韦庄、杜牧、刘禹锡、李商隐、李白、欧阳修、曹雪芹。李商隱作《南朝》，“玄武湖中玉漏催，雞鳴埭口繡襦回。誰言瓊樹朝朝見，不及金蓮步步來”，描繪的便是玄武御花園林紙醉金迷般的生活情景。玄武湖是民众游玩赏景的绝好去处，并有一大批“老渔夫”常年垂钓于此，这些垂钓爱好者总结出玄武湖钓法心得，与别处确有很大不同，这些“老渔夫”一般采用抽拉的方式，将鱼钩抛出后扯回，企图在扯回的过程中钩住鱼儿。由于近年来玄武湖管理部门加强了管理，已经禁绝了垂钓行为。

## 歷史

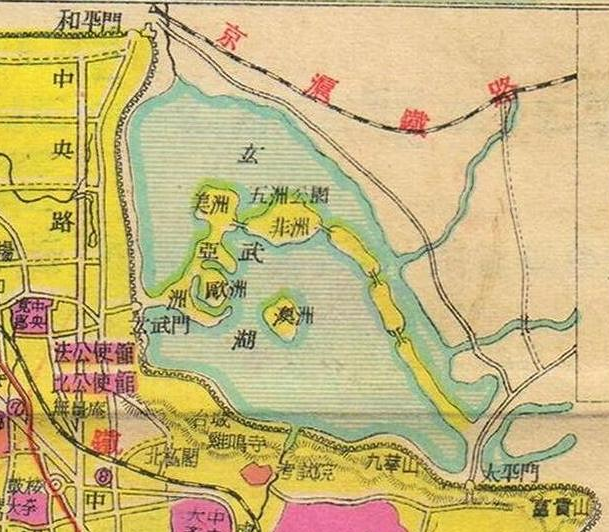
1936年出版的南京市市区地图中的五洲公园——玄武湖。

玄武湖原為桑泊，南朝宋元嘉二十三（446年），始有玄武湖一名。“玄武”是中国神话故事中的四神之一，具体形象是龟与蛇的复合体，和青龙、白虎、朱雀共同代表著东南西北四个方位；玄武为“北方之神”，玄武湖在燕雀湖之北，故又稱“北湖”，且在金陵城北。或称曾有19个名字。除经常更换名称外，玄武湖忽大忽小，时有时无的行列经历，如此多变及命运多舛的湖泊鲜见。
秦時置秣陵縣而稱“秣陵湖”。漢時秣陵都尉蔣子文葬於湖畔，蔣神受到崇拜，吳王孫權引水入宮苑後湖及周邊沼澤濕地，改稱“蔣陵湖”。六朝時曾在此操練和檢閱水兵，故曾稱“練湖”等；在鸡鸣山背后，又曾為宮廷後花園，故又曾稱“後湖”。六朝時又稱昆明湖等。
南朝宋孝武大明三年在湖南邊設樂游苑，湖北邊建西苑，梁時西苑改稱上林苑；宋文帝時疏浚湖泊，以湖泥建筑成蓬萊、方丈、瀛洲三島，又稱“三神山”。中国学界一般认为即今梁洲、環洲、櫻洲。有研究者因“环洲、樱洲之间的内河不似天然形成，而象人工开凿”有所怀疑，但无确凿证据否定此说。亦认为“三神山”指今梁、菱、翠三洲，因“三洲的面积、形状大体相当，呈扇形颁布，相去的距离也基本相同”。当时水面面积是今玄武湖的3至4倍:32—33。
玄武湖曾两度遭到浩劫，一次发生在隋文帝时，另一次则发生在宋神宗在位时。隋灭南陈之后，隋文帝曾下令将南京城平荡耕恳，玄武湖因此首度消失两百多年；宋神宗时，王安石调任江宁府尹，提出“废湖还田”，南京城因此常遇雨成灾，元朝疏浚之后获得改善。明初继续疏浚:33。
明初修南京城墙，初以金川河为城东北的护城河。城墙后扩展至玄武湖边，以为护城河:73。当时，明朝政府在玄武湖湖心西北小岛——旧洲（今梁洲）上设有专门存放黃冊的黄册库。到弘治年间，开辟湖心西南小岛——新洲（郭璞墩所在的环洲）为新库房。为避免火烛，在新洲中部开挖水渠，形成新的一洲，即今樱洲。或说新洲是今樱洲。正德七年（1512年），将厨房从环洲移到樱洲。嘉靖十一年（1532年），樱洲开辟为新库房，厨房移走。湖心东二洲（今菱洲、翠洲）因未建黄册库，皆称荒洲:33。明朝灭亡后，黄册库不存。
清朝康熙年间，曾避康熙帝讳称元武湖。当年绘制的地图上，玄武湖上仅有四个洲，分别是旧洲、新洲、莲萼洲、引龙洲，哪一个洲不在其中，不得而知。
清末的1909年，为迎接南洋勸業會，方便宾客游览玄武湖，兩江總督端方经奏准辟建丰润门（玄武门），标志着玄武湖正式成为近代历史意义上的公园。民国初期，玄武湖中五洲仍沿用旧名:35。南京特別市建市后的1928年8月19日，玄武湖作为公园正式对外开放，初名元武湖公园。1928年9月，劉紀文任市长时，湖中五洲因拟比世界五大洲而改名，故名五洲公园。1934年4月19日，南京市政会议重新研究五洲公园和湖中五洲名称，拟改为玄武公园:35。4月，南京市长石瑛颁布命令，五洲公园改为玄武公园。同时，以吴衍慈、陈祖平、陈无涯、于愈众、缪崇君组成五人小组，负责湖中五洲更名事宜。1935年7月5日，南京市政府会议通过市长马超俊的五洲改名决议:35。中华人民共和国成立后不久进行整治。1966年，文革改名风中改名“人民公园”，1972年3月，重新恢复玄武湖公园名称，现免费开放。

## 地形简介

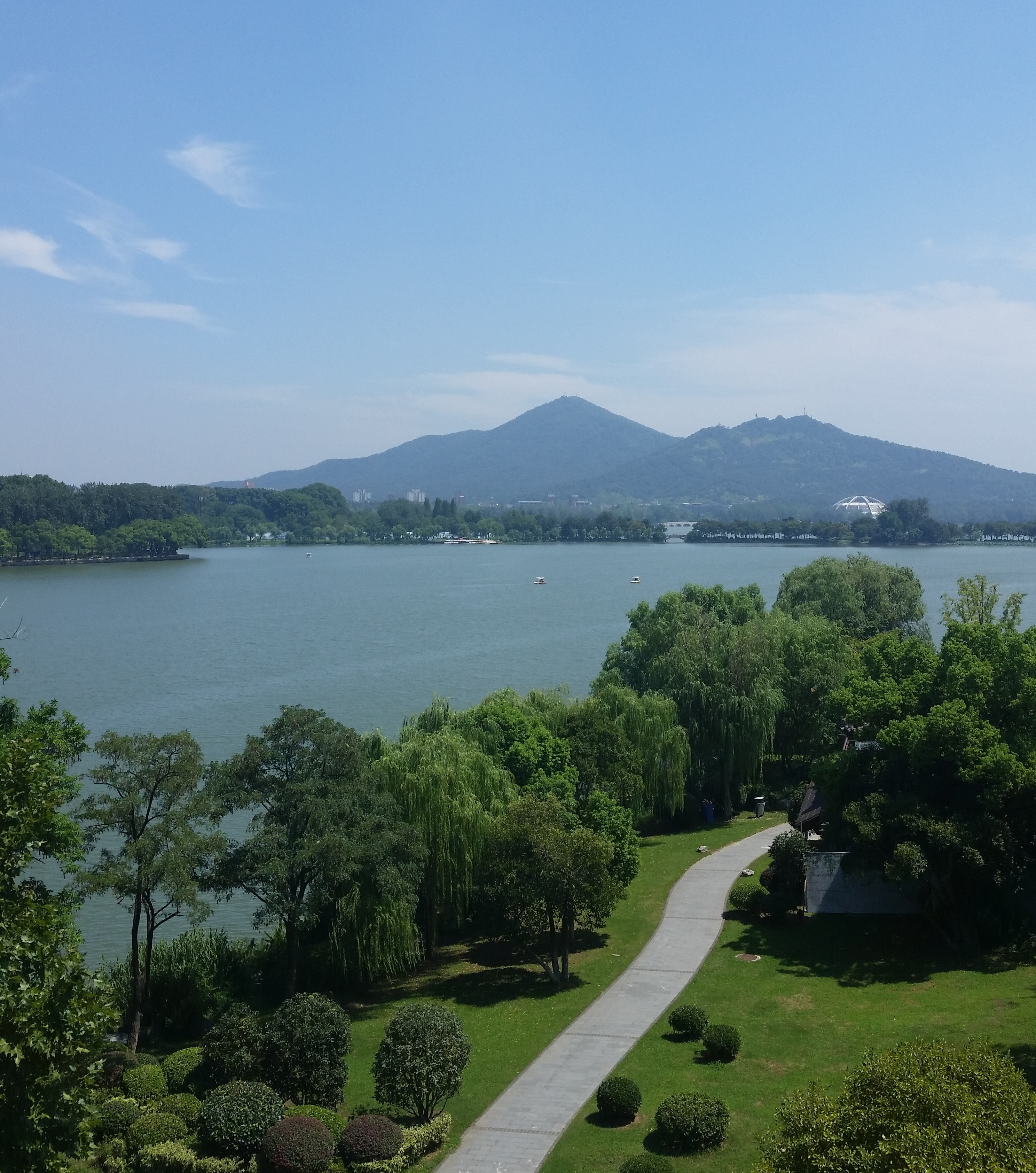
从明城墙上远眺玄武湖和紫金山

玄武湖位于南京城中，三面环山，一面临城，是江南最大的城市公园，钟山脚下的国家级风景区。钟山雄峙湖东，古城濒临西南，富贵、覆舟、鸡笼山屏列于南，秀峰塔景隔城辉映，朝阳、幕府山绵延湖北，山城环抱，沿湖名胜古迹众多，巍峨的明城墙、秀美的九华山、古色古香的鸡鸣寺环抱其右。
玄武湖的水源来自东侧的紫金山，一支经金川河入长江，另一支经鸡鸣寺附近的武庙闸进南京城，经秦淮河入长江。玄武湖西、南两面紧邻明城墙，西以玄武门、南以解放门为出入口。玄武湖南依北极阁，向南可以看到三座高地上的塔高出城墙：九华山三藏塔、鸡鸣寺药师佛塔、北极阁气象塔。东邻紫金山，青山秀水相映。东北有南京火车站。
玄武湖至今已有一千五百多年，是在岩浆侵入体和断层破碎的软弱部位，经过风化剥蚀发展而成的湖盆，历史上的湖面要比现存的广阔得多，古时周长为40里。
当今的玄武湖。湖岸呈菱形，周长约10公里。现有面积473公顷，五洲面积约105公顷:35—36。湖水深度3米，湖内养鱼，并种植荷花，湖边杨柳轻垂，夏秋两季，水面一片碧绿，粉红色荷花掩映其中，满湖清香，景色迷人。玄武湖中分布有五块绿洲，形成五处景区。一为环洲，二是樱洲，三为菱洲，四为梁洲，五为翠洲，五洲之间，桥堤相通，别具其胜。

## 湖中五洲及公园建筑
玄武湖中有五島，皆以洲名。自元末明初，五洲成形，洲名多有变化。当代研究者指出在明朝时五洲名称是不固定的，甚至还自相矛盾之处，但大体上固定:34。
- 環洲，“環洲煙柳”。環洲有堤西通玄武門。明朝弘治年间，建有芳桥连通梁洲[7]。
  - 明朝时称中洲、长洲。又或一分为二，南半部称龙引洲（清朝时或称引龙洲[4]），北半部称仙擘洲。清朝时改名长洲。1928年时，改称亚洲。1935年7月5日，南京市政府会议通过市长马超俊的五洲改名决议。因“洲形屈曲如半环”[6]:34—35，改称环洲[7]。
  - 有郭璞墩、郭璞亭、郭璞紀念館、米芾拜石、童子拜观音石、假山瀑布等[7]。
- 櫻洲，“櫻洲花海”。有樱桥通环洲[8]。
  - 明朝时称新洲[2]:33。1928年时，改称欧洲。1935年7月，因“洲上樱桃树极多[6]:35”改称樱洲[8]。
  - 1954年，樱洲西北建成竹木结构的樱洲长廊。初名“中苏友好长廊”。1963年，原地改建。1986年重建清真餐厅，现为婚纱摄影馆。另有藏春亭、诸多南京市友好城市代表团种植的40余株友谊树[8]。

- 菱洲，“菱洲山嵐”。
  - 明朝时称荒洲[2]:33，或称太平洲。因位置最东，视为把守湖门的“将军”，故俗称将军洲。清朝时改称菱洲，又称团洲[6]:34—35。1928年时，改称澳洲。1935年7月[6]:36，改称菱洲。因“洲外原多产红菱，湖民向称菱洲，因菱米可供民食，为副产物之一。今仍沿用旧名，一以存民意，二以念民生也。”[9]
  - 有飛禽園等。菱洲飛禽園（飛禽世界），被稱為全國最大的飛禽生態園。菱洲往南長堤過台菱橋可至武廟閘。1957年建成台菱花架。2018年建成菱洲儿童乐园，前身即玄武湖动物园、鸟类生态园。1984年初建、2019年重建的双龙戏珠绿雕是玄武湖标志性景点[9]。

- 梁洲，“梁洲秋菊[10]”。
  - 明朝时称旧洲[2]:33、祖洲[6]:34。清朝时改称老洲[6]:35，或因南梁昭明太子曾在此地亲手植莲，称莲花洲[6]:35。1928年时，改称美洲。1935年7月，效仿苏堤、白堤，因昭明太子在洲上建梁園，改美洲为“梁洲”[6]:35—36，為昭明太子讀書處[10]。有湖神廟、覽勝樓、聞雞亭、觀魚池等。明朝在此岛建黃冊庫，收藏全国户籍赋税档案。梁洲是玄武湖諸島中最老的島。
  - 湖神廟位於梁洲西部，建于明洪武年間，為紀念老人茅氏獻策建黃冊庫堂有功而建，故民間又稱“茅老人廟”（或訛傳為“毛老人廟”）；明太祖朱元璋建黃冊庫時問計，當時朝覲的民間老者茅氏建言，黃冊庫堂“當東西向，庶朝夕皆為日色所曬，而黃冊無浥爛之虞也”[11]；於是黃冊庫庫房採用東西朝向而不是一般建築的南北朝向，有利於避免湖中潮濕環境對檔案造成損害[12]。

- 翠洲，“翠洲雲樹”。
  - 明朝时称荒洲[2]:33，又比喻为“皇陵的足”，称陵趾洲。清朝时，改为志洲、后洲[6]:34—35。1928年时，改称非洲。1935年7月[6]:36，因“洲上修竹亭亭，纵横数亩，晓烟残照，翠色浮空，且钟山东峙，苍翠欲流，与洲间之竹翠相混合，浓翠可掬，因此改称翠洲。”[13]
  - 岛上有南京市文物保护单位——留东同学会会址。2001年为迎接第六届世界华商大会，建成华梓园[13]。曾有南京書畫院 （页面存档备份，存于）等。翠橋連翠洲與梁洲。翠洲以旭橋通湖東岸。

玄圃，位於玄武湖西南邊環湖路，現為複建。原為南朝梁文惠太子蕭長懋所建；梁昭明太子蕭統時更新擴建，為文人活動中心，“一時名才並集，晉宋以來未之有也”。
武廟閘，位于玄武湖南岸邊，建于東吳，孫皓引湖水入宮城而建，時稱北水關；南朝宋時在此開竇引湖水入御花園“樂游苑”；明太祖築南京城牆時在此建“通心水壩”；清代因大閘鄰武廟稱“武廟閘”。武廟閘對南京城市防旱排澇作用大，體現了古代先進的水利及冶金等技術，現為全國重點保護文物。
武廟閘往東，為古閱武台。玄武湖南岸九華山公園，有羅漢洞、玄奘寺等。玄武湖東南岸為白馬公園，有南朝石贔屭、明朝皇宮石刻、白馬石刻博物館等。
玄武湖南面的堤古稱鴣棲埂，鴣棲埂通往翠洲的堤便是有名的“煙籠十里堤”，語出韋莊詠台城“無情最是台城柳，依舊煙籠十里堤”。
清城韵翠玉博物馆，位于玄武湖城墙内。

## 图片
- 玄武湖城墙内的清城韵翠玉博物馆
- 从紫峰大厦鸟瞰玄武湖及紫金山
- 玄武湖鸟瞰
- 玄武湖紫峰大厦
- 从玄武湖中央回望
- 玄武湖远眺
- 湖岸蜿蜒的明城墙
- 情侣园荷花盛开
- 湖边的城墙与水塘
- 湖畔垂柳
- 湖边砾石
- 玄武门处拍摄的玄武湖
- 玄武門
- 白苑.2021
- 芳桥（南京玄武湖内）.2021
- 玄武湖观音像.2021
- 玄武湖上的大黄鸭.2021
- 玄武湖邊的南京古城墻
- 黄昏时分从玄武湖眺望紫峰大厦